# 浜江県
浜江県（ひんこう-けん）は中華民国に存在した県。

## 地理
浜江県は現在の黒竜江省ハルビン市道外区に相当する。

## 歴史
中華民国が成立すると1913年3月2日に浜江庁を浜江県と改編した。1914年6月、西北路道を浜江道と改編、浜江県をその管轄に置いた。1929年2月、浜江道廃止と共に吉林省の管轄とされた。同年5月1日、吉林省政府は浜江市の設置準備を開始、傅家甸、四家子、圏河、太平橋地域を浜江市轄区とするため浜江県より移管、吉林省轄市とした。
満州国が成立すると1933年7月1日に浜江県は廃止となり、浜江市と共にハルビン特別市に編入された。

### 設置
1913年3月、浜江庁が浜江県と改編される。

### 廃止
1933年7月、ハルビン特別市に編入される。
| 前の行政区画 浜江庁 | 黒竜江省の歴史的地名 1913年 - 1933年 | 次の行政区画 ハルビン特別市 |